# 大木操

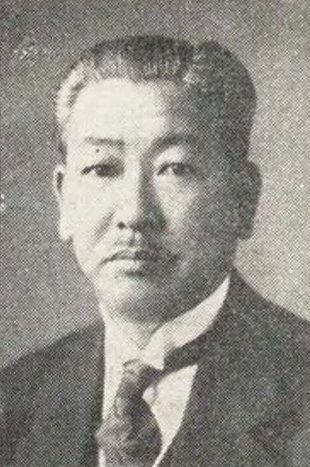
大木操

大木 操（おおき みさお、1891年10月19日 - 1981年8月13日）は、日本の官僚、政治家。日中戦争期から太平洋戦争末期までの戦時期において衆議院書記官長を務めた。その退任後は、貴族院議員となり、また、東京都副知事を務めた。

## 来歴・人物

### 書記官長就任まで
東京に生まれ、東京府立第四中学校、旧制第一高等学校を経て、東京帝国大学法科大学独法科卒業。高等文官試験行政科に合格し、1918年4月5日、会計検査院に採用され、会計検査院書記に任ぜられる。1919年6月28日、副検査官に任ぜられ、海軍省担当として検査事務に当たる。検査先では、当時の財部彪佐世保鎮守府司令長官に水上飛行機に乗せられたり、鈴木貫太郎佐世保工廠長と盃を交わしながら「海軍魂」の説教を受けたりした。
1923年2月8日、兼ねて会計検査院書記官に任ぜられる。かねてから衆議院事務局への転任を志していたが、同年8月、第7代衆議院書記官長である寺田栄が貴族院議員に勅選され、中村藤兵衛書記官が書記官長に任ぜられたことに伴い、衆議院書記官ポストに空席ができたことを知り、会計検査院の先輩である中村書記官長に自らの転任方を懇請した。中村書記官長の尽力もあり、その直後9月12日、関東大震災の対策のために人手が必要として衆議院書記官に任ぜられ、念願の衆議院事務局に転じる(衆議院書記官兼副検査官)。同年12月の臨時議会（第47回帝国議会）では、山本権兵衛首相の下で提出された帝都復興予算に対する野党政友会の大幅修正案を、会計検査院の経験を生かしながら仕上げている。
1925年9月12日、兼ねて営繕管財局書記官に任ぜられる。1932年2月2日、副検査官及び営繕管財局書記官の兼官を免ぜられる。
1932年、ドイツ国会制度調査研究のためベルリンに滞在中、総選挙で大勝したナチスのゲーリングが議長を務めるドイツ議会において、ヒンデンブルク大統領からの議会解散命令を無視してパーペン内閣に対する不信任案の採決が行われた本会議(9月12日)を傍聴している。
1932年12月21日、兼ねて行政裁判所評定官に任ぜられる。1934年4月13日、勅任官をもって待遇せられる。
1936年、二・二六事件の際には、総選挙直後で正副議長が選任されておらず、また、書記官長不在の中、首席書記官として仮議事堂に現れた反乱軍将校の応対に当たる。議事堂の借用を求められたが、これに対して「議事堂借用のようなことは議会閉会中であっても各党の了承を得なければならない慣例であり、殊に総選挙直後で正副議長が未選任のときであっては尚更のことである」旨を説明して、将校を引き上げさせている。

### 書記官長在任中
1938年4月2日、貴族院議員に勅選された田口弼一の後をうけ、第10代の衆議院書記官長に任ぜられ、戦時下の議会において衆議院の事務方の長としてその任に当たる。1940年、斎藤隆夫が反軍演説を行った際には、当時の小山松寿議長が速記録から演説の大量削除を行うのを食い止めようとするものの、果たせなかった。後に、この小山議長の判断は、「妄断」であり、「私はこの時職を賭して戦うべきであった」と語っている。また、同年、大政翼賛会が発足した際には、その事務局参与という役割が割り当てられたが、帝国議会の番頭役という立場上、これを辞退し、のちに公職追放の対象となることを免れた。1945年5月には書記官長官舎が焼夷弾の直撃を受け焼失したため、2か月間議事堂内で生活することを余儀なくされる。
戦争終結後の同年8月、陸軍から戦時中における衆議院の秘密会速記録を全部焼却するよう求められたが、これを峻拒し、後々まで秘密会速記録は引き継がれた。

### 書記官長退任後
1945年10月5日、当時の島田俊雄衆議院議長の強い推薦により貴族院議員に勅選せられ、同月11日、7年6か月に及んだ衆議院書記官長の任を免ぜられ、23年間勤めた衆議院を去る。貴族院議員としては、無所属倶楽部に属す。帝国憲法改正案の審議に際して、日本国憲法第59条3項（法律案の両院協議会）の規定を挿入する修正にかかわった。また、国会法案の審議に際しては、特別委員として、参議院から法律案に係る両院協議会を請求することを可能とする等の修正にかかわった。1947年5月2日、貴族院廃止に伴い同議員を退任した。
1947年、第1回参議院議員通常選挙に全国区から立候補するものの、110位（定数100）、62,747票で落選する。また、新憲法の施行により貴族院議員の地位を失うが、同年6月から1950年まで東京都副知事を務め、安井誠一郎知事のもと、予算・人事の担当としてGHQや都議会・労働組合との調整に当たる。全国選挙管理委員会委員も務めた。
引退後、1969年には終戦時の日記を公刊。1980年に10年かけて執筆した回想録を出版し、翌1981年に没した。

## 著書
- 『大木日記―終戦時の帝国議会―』朝日新聞社、1969年。
- 『激動の衆議院秘話―舞台裏の生き証人は語る―』第一法規、1980年。